# Erich Dittmann

Selbstporträt

Erich Dittmann (* 21. Mai 1916 in Frankfurt am Main; † 20. November 1999 in Aschaffenburg) war ein deutscher Grafiker und Maler.

## Leben
Erich Dittmann wurde 1916 in Frankfurt am Main geboren. Mit 18 Jahren wurde er zum Wehrdienst eingezogen und diente im Zweiten Weltkrieg als Sanitätssoldat in Russland.
In Posen besuchte er die Kunstgewerbe- und Handwerkerschule und studierte anschließend an der Münchener Kunstakademie bei Constantin Gerhardinger und Franz Xaver Stahl sowie an der Kunstakademie bei Harold Bengen und Wilhelm Tank in Berlin. 1946 wechselte er für fünf Semester an das Städelsche Kunstinstitut in Frankfurt am Main. In Frankfurt machte er sich Anfang der 1950er Jahre als Maler und Grafiker selbständig.

## Schaffen
Bekannt wurde Dittmann als Porträtzeichner in der Rhein-Main-Ausgabe der Frankfurter Allgemeinen Zeitung (FAZ), für die er über drei Jahrzehnte in mehr als 1200 Zeichnungen, den „Frankfurter Gesichtern“, Personen aus der Frankfurter Zeitgeschichte porträtierte. Über den Frankfurter Raum hinaus machte sich Dittmann als Gerichtszeichner einen Namen. Er zeichnete den Auschwitzprozess von 1963–65 und arbeitete ab den 70er Jahren als Gerichtszeichner vor allem für das ZDF. Das Haus der Geschichte der Bundesrepublik Deutschland in Bonn hat rund 600 Gerichtszeichnungen Dittmanns zu den wichtigsten Gerichtsprozessen der Geschichte der Bundesrepublik in seine Sammlungen übernommen, darunter Zeichnungen zu den RAF-Prozessen, Spionage- und Korruptionsprozessen. Da das bundesdeutsche Recht keine Film- und Fotoaufnahmen in Gerichtsprozessen erlaubt, sind die Zeichnungen die einzigen Bilddokumente der Verfahren.
Neben seinen Prozesszeichnungen malte Dittmann auch Ölgemälde und Rötelzeichnungen und illustrierte zahlreiche Bücher, darunter „Grzimeks Tierleben“.